# Мужчина из Флориды
«Мужчина из Флориды» либо «Флорида-мен» (англ. Florida Man) — интернет-мем, получивший широкую известность в 2013 году. Намекает на распространенность в штате Флорида мужчин, совершающих иррациональные, маниакальные, нелогичные, бредовые, безумные и абсурдные действия. Пользователи интернета часто размещают ссылки на новости и статьи о необычных или странных преступлениях и других событиях, происходящих во Флориде, заголовки которых начинаются со слов «Мужчина из Флориды…», за которыми следует главное событие истории. Из-за того, как обычно пишутся заголовки новостей, их можно творчески интерпретировать, подразумевая, что все предметы статей посвящены одному человеку, известному как «Мужчина из Флориды».

## Происхождение
Мем возник в феврале 2013 года в Твиттере @_FloridaMan, в котором цитировались особенно странные или причудливые заголовки новостей, содержащие слова «мужчина из Флориды», такие как «Мужчину из Флориды задавил фургон после того, как собака нажала на акселератор» или «Полиция арестовала мужчину из Флориды за пьяную езду на мотороллере в Walmart». В аккаунте «Мужчина из Флориды» упоминается как «Худший супергерой в мире», при этом в шутку содержится намёк на то, что заголовки новостей говорят не о разных людях, а об одном человеке.

## Распространение
До создания мема штат Флорида уже имел неоднозначную репутацию в интернете. На сайте социальных сетей Fark был размещен тег контента «Флорида» задолго до появления учётной записи Twitter @_FloridaMan. После создания учётной записи в январе 2013 года и её последующей популяризации на сайтах социальных сетей, таких как Reddit и Tumblr, первоначально через площадку «r/FloridaMan» и блог Tumblr «StuckInABucket», мем фигурировал в многочисленных новостных статьях и историях на протяжении февраля того же года. В 2019 году владелец аккаунта в Twitter @_FloridaMan заявил, что он отошёл от создания твитов в этом аккаунте.
Мем «Мужчина из Флориды», как синоним зловещей сущности, был употреблён в отношении персонажа Кевина Уотермана в 1 эпизоде 2 сезона сериала «Атланта». Другой персонаж, Дариус называет его «альт-правым Джонни Эпплсидом», совершившим множество странных преступлений во Флориде в рамках заговора с целью не допустить избирателей-афроамериканцев до выборов. 1 ноября 2018 года Дези Лидик на программе «Дневное шоу» представила отчёт, комично исследующий феномен мема «Мужчины из Флориды».
В 2018 году IO Interactive выпустила видеоигру в жанре стелс-экшен Hitman 2. На втором уровне игры, действие которого разворачивается в Майами, в штате Флорида, игроки могут выдавать себя за «Мужчину из Флориды», владельца местного продуктового киоска. Игрок может использовать эту маскировку, чтобы отравить и устранить свою цель. Подобный персонаж также появляется на уровне, действие которого разворачивается в Берлине, в Hitman 3, где игрок снова может принять свой облик.
Премьера пьесы Майкла Пресли Боббитта «Мужчина из Флориды» состоялась 31 июля 2019 года в нью-йоркском Theatre Row Studios. Американская классическая рок-группа Blue Öyster Cult упомянула о меме в песне «Florida Man» с их альбома 2020 года «The Symbol Remains». В 2019 году в социальных сетях появилась разновидность мема, в котором людям предлагалось искать новостные репортажи о «Мужчине из Флориды» под датой своего дня рождения.
31 октября 2019 года сообщалось, что тогдашний Президент США Дональд Трамп покинул свою главную резиденцию в Нью-Йорке и переехал в Палм-Бич во Флориде, где поселился в личном курортном поместье Мар-а-Лаго Источники шутили о том, что Трамп стал «Мужчиной из Флориды», включая «The Daily Show», которое выпустило расширение для Google Chrome и Mozilla Firefox, изменившее все варианты имени Трампа на «Мужчина из Флориды». 24 октября 2020 года во время митинга в поддержку кандидата в президенты Джо Байдена во Флориде бывший президент Барак Обама высмеял Трампа, сказав: «„Мужчина из Флориды“ даже не стал бы заниматься подобными вещами», имея в виду то, как Трамп справлялся с пандемией COVID-19 и его управлением внутренними и внешними делами.
16 ноября 2022 года ранее поддерживавшая Трампа New York Post опубликовала объявление о его президентской кампании 2024 года на первой странице как «Мужчина из Флориды делает объявление», продолжая издеваться над бывшим президентом на странице 26, ссылаясь на Мар-а-Лаго как на место, где находится его «библиотека секретных документов».
В марте 2023 года Netflix анонсировала потоковый телевизионный ограниченный сериал под названием «Человек из Флориды». Создателем сериала стал уроженец Флориды, Дональд Тодд. В главной роли опального бывшего полицейского, который вынужден вернуться в свою родную Флориду в поисках пропавшей девушки мафиози снялся Эдгар Рамирес.
Стереотипный образ «Мужчины из Флориды» использовался компанией Rockstar Games в первом трейлере Grand Theft Auto VI, вышедшем в начале декабря 2023 года.

## Принятие мема
Мем часто рассматривался как подтверждение связи между штатом Флорида и причудливой или юмористической деятельностью; его сравнивали с премией Дарвина. Однако мем также не раз критиковали. Издание «Columbia Journalism Review» назвало его «одной из самых мрачных и прибыльных кустарных отраслей журналистики, где истории, как правило, служат образцами мифической сверхъестественности Солнечного штата, но чаще просто документируют страдания наркоманов, психически больных и бездомных».